# Pedley
Pedley est une census-designated place du comté de Riverside, dans l'État de Californie, aux États-Unis,. En 2010, elle compte une population de 12 672 habitants.